# Jugendministerium
Jugendministerium nennt man ein Ministerium, das sich mit den Agenden der Jugendpolitik beschäftigt. Diese Ministerien sind relativ modern und gehen auf die gesamtgesellschaftliche Bedeutung und heutige veränderte Lage Jugendlicher ein. Sonst ist das Portefeuille an einem Familienministerium oder allgemeinen Sozialministerium angesiedelt.

## Liste
| Land          | Ministerium | kurz   | Portefeuilles und Anmerkungen | Minister           |
| ------------- | --- | ------ | --- | ------------------ |
| Aserbaidschan | Gənclər və İdman Nazirliyi                                                                                           |        | Jugend und Sport |                    |
| Barbados      | Ministry of Family, Culture, Sports and Youth                                                                        | MFCSY  | Familie, Kultur, Sport und Jugend | Minister of Family |
| Äthiopien     | Ministry of Youth, Culture & Tourism                                                                                 | MYSC   | Jugend, Kultur und Tourismus |                    |
| Dänemark      | Social-, Børne- og Integrationsministeriet                                                                           | SM     | Soziales, Jugend und Integration | Børneminister      |
| Deutschland   | Bundesministerium für Familie, Senioren, Frauen und Jugend                                                           | BMFSFJ | Familie, Senioren, Frauen und Jugend seit 1957 Teil des Familienministeriums                                                                            | siehe Liste        |
| Frankreich    | Ministère des Sports, de la Jeunesse, de l'Éducation populaire et de la Vie associative                              |        | Sport, Jugend, Unterricht und Gemeinschaftsleben |                    |
| Georgien      | საქართველოს სპორტისა და ახალგაზრდობის საქმეთა სამინისტრო Sakartwelos sportisa da achalgasrdobis sakmeta saministro   |        | Jugend und Sport |                    |
| Ghana         | Ministry of Youth and Sports                                                                                         |        | Jugend und Sport |                    |
| Indien        | Ministry of Youth Affairs and Sports                                                                                 |        | Jugend und Sport |                    |
| Japan         | 内閣府特命担当大臣 (少子化対策・男女共同参画 Naikaku-fu tokumei tantō daijin shōshika taisaku / danjo kyōdō sankaku) |        | Bekämpfung des Geburtenrückgangs und Geschlechtergleichstellung Minister beim Kabinettsbüro für besondere Aufgaben, mit wechselnden Agenden             | siehe Liste        |
| Liberia       | Ministry of Youth and Sports                                                                                         |        | Jugend und Sport |                    |
| Luxemburg     | Ministère de l’Education nationale, de l’Enfance et de la Jeunesse                                                   |        | Jugend, Kinder und Bildung |                    |
| Moldau        | Ministerul Tineretului şi Sportului                                                                                  |        | Jugend und Sport |                    |
| Namibia       | Ministry of Gender Equality and Child Welfare                                                                        | MGECW  | Gleichberechtigung und Kinderwohlfahrt | siehe Liste        |
| Norwegen      | Barne-, likestillings- og inkluderingsdepartementet                                                                  | BLD    | Kinder, Gleichstellung und Integration |                    |
| Österreich    | Bundesministerium für Arbeit, Familie und Jugend                                                                     | BMAFJ  | Arbeit, Familie und Jugend seit 1983 Familie speziell mit Jugend, 2000–2007 „für Generationen“                                                          |                    |
| Osttimor      | Ministerium für Bildung, Jugend und Sport                                                                            | MEJD   | Bildung, Jugend und Sport Das Ressort Jugend wurde zeitweise direkt unter dem Premierminister, seinem Stellvertreter oder einem Staatsminister gestellt | siehe Liste        |
| Serbien       | Министарство омладине и спорта Републике Србије Ministarstvo omladine i sporta                                       | MOS    | Jugend und Sport |                    |
| Sierra Leone  | Ministry of Education, Youth and Sports                                                                              |        | Unterricht, Jugend und Sport |                    |
| Türkei        | Türkiye Cumhuriyeti Gençlik ve Spor Bakanloğı                                                                        | TCGSB  | Jugend und Sport |                    |

## Historische Behörden
nach Auflassung:
- Singapur: Ministry of Community Development, Youth and Sports, 2012 als Social and Family Development[6]
- Dänemark: Ministeriet for Børn og Undervisning (Jugend und Unterricht)?–2011